# Distretto di Pleven
Il distretto di Pleven (in bulgaro Област Плевен?) è uno dei 28 distretti della Bulgaria. Il capoluogo è Pleven, centro economico, culturale e politico della Bulgaria settentrionale.

## Comuni
Il distretto è diviso in 11 comuni:
| Comune            | Bulgaro          | Pop.    |
| ----------------- | ---------------- | ------- |
| Belene            | Белене           | 11.321  |
| Červen Brjag      | Червен Бряг      | 34.172  |
| Dolna Mitropolija | Долна Митрополия | 22.307  |
| Dolni Dăbnik      | Долни Дъбник     | 15.371  |
| Guljanci          | Гулянци          | 14.439  |
| Iskăr             | Искър            | 8.085   |
| Kneža             | Кнежа            | 15.595  |
| Levski            | Левски           | 24.039  |
| Nikopol           | Никопол          | 11.733  |
| Pleven            | Плевен           | 159.264 |
| Pordim            | Пордим           | 6.627   |